# Stor-Älgtjärnen, Jämtland
Stor-Älgtjärnen är en sjö i Åre kommun i Jämtland och ingår i Indalsälvens huvudavrinningsområde.